# آلتو ریو سگویر
التو ریو سگویر (به اسپانیایی: Alto Río Senguer) یک منطقهٔ مسکونی در آرژانتین است که در Río Senguer Department واقع شده‌است.

## خصوصیات
التو ریو سگویر ۱٬۴۵۴ نفر جمعیت دارد و ۷۱۵ متر بالاتر از سطح دریا واقع شده‌است.